# Apomecyna nimbae
Apomecyna nimbae är en skalbaggsart som beskrevs av Pierre Lepesme och Stefan von Breuning 1952. Apomecyna nimbae ingår i släktet Apomecyna och familjen långhorningar. Inga underarter finns listade i Catalogue of Life.